# Funció Q

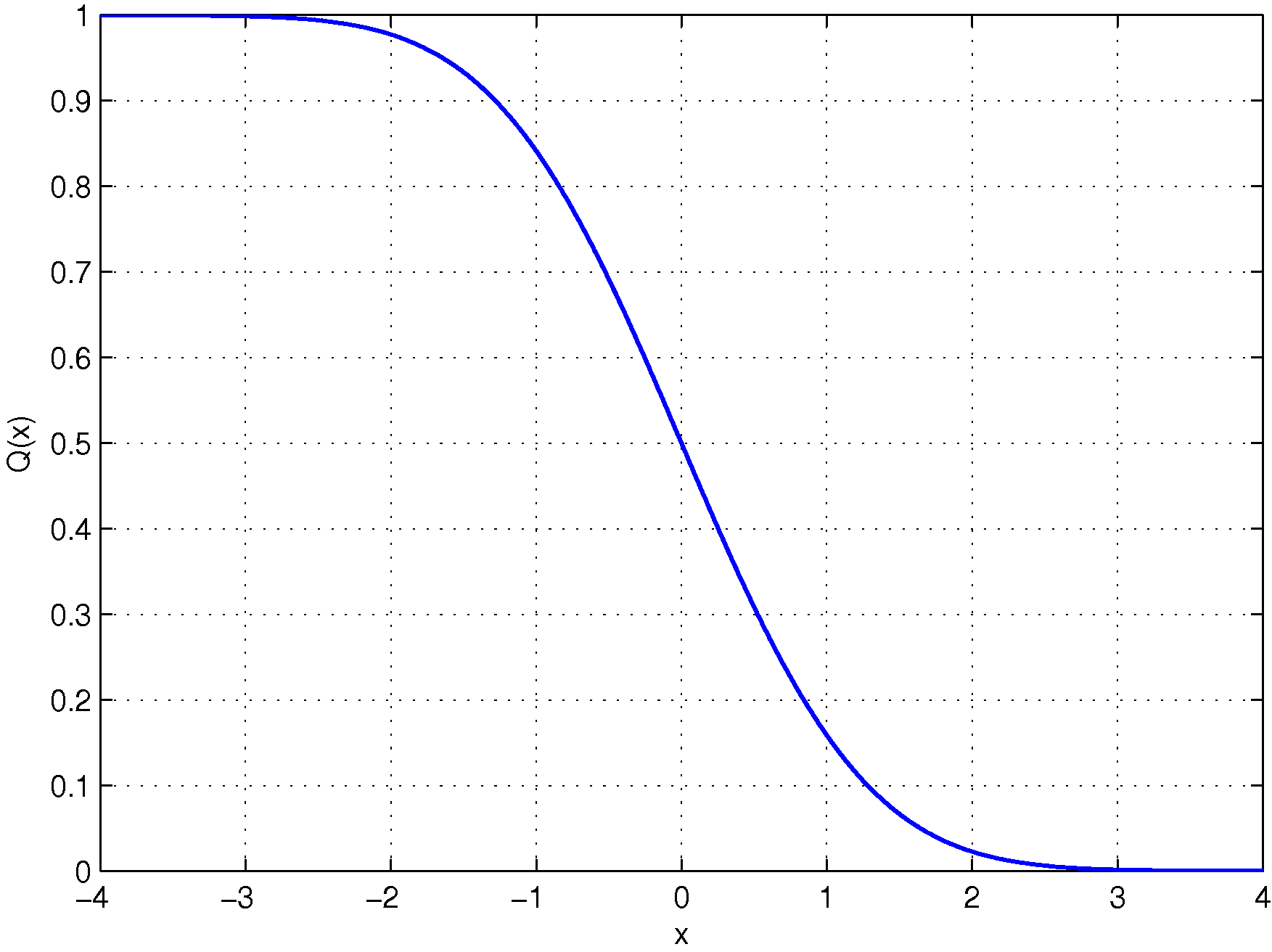
Un gràfic de la funció Q.

En estadístiques, la funció Q és la funció de distribució de la cua de la distribució normal estàndard. En altres paraules, {\displaystyle Q(x)} és la probabilitat que una variable aleatòria normal (gaussiana) obtingui un valor més gran que {\displaystyle x} desviacions estàndard. De manera equivalent, {\displaystyle Q(x)} és la probabilitat que una variable aleatòria normal estàndard pren un valor més gran que {\displaystyle x} .
Si {\displaystyle Y} és una variable aleatòria gaussiana amb mitjana {\displaystyle \mu } i la variància {\displaystyle \sigma ^{2}}, doncs {\displaystyle X={\frac {Y-\mu }{\sigma }}} és estàndard normal i{\displaystyle P(Y>y)=P(X>x)=Q(x)}on {\displaystyle x={\frac {y-\mu }{\sigma }}} .
Altres definicions de la funció Q, totes elles simples transformacions de la funció de distribució acumulada normal, també s'utilitzen ocasionalment.
A causa de la seva relació amb la funció de distribució acumulada de la distribució normal, la funció Q també es pot expressar en termes de la funció d'error, que és una funció important en matemàtiques i física aplicades.
Formalment, la funció Q es defineix com
{\displaystyle Q(x)={\frac {1}{\sqrt {2\pi }}}\int _{x}^{\infty }\exp \left(-{\frac {u^{2}}{2}}\right)\,du.}
Així,
{\displaystyle Q(x)=1-Q(-x)=1-\Phi (x)\,\!,}
on {\displaystyle \Phi (x)} és la funció de distribució acumulada de la distribució gaussiana normal estàndard.